# Cinquanta-tres
El cinquanta-tres és un nombre natural que segueix el cinquanta-dos i precedeix el cinquanta-quatre. És un nombre primer que s'escriu 53 o LIII segons el sistema de numeració emprat.
Ocurrències del cinquanta-tres:
- Designa l'any 53 i el 53 aC.
- És la suma de cinc nombres primers consecutius: 5 + 7 + 11 + 13 + 17 = 53.[1]
- És també un nombre primer de Sophie Germain, després del quaranta-u i abans del vuitanta-tres.[2]
- És el codi telefònic internacional de Cuba.[3]
- És el nombre atòmic del Iode.[4]